# Terrores nocturnos (Doctor Who)
Terrores nocturnos (Night Terrors) es el noveno episodio de la sexta temporada moderna de la serie británica de ciencia ficción Doctor Who, emitido originalmente el 3 de septiembre de 2011.

## Argumento
El Undécimo Doctor decide hacer un "servicio a domicilio" después de que su papel psíquico reciba un mensaje de George, un aterrorizado niño de ocho años que pide ayuda para librarse de los monstruos de su habitación. Al llegar a una urbanización de la Tierra de la actualidad, el Doctor, Amy Pond y Rory Williams se separan para intentar localizar al niño. El Doctor, fingiendo ser un trabajador social, encuentra el piso correcto, y conoce al padre de George, Alex, mientras su madre Claire está trabajando en un turno nocturno. A través del álbum de fotos de Alex, el Doctor se da cuenta de que George lleva aterrorizado toda su vida, temiendo muchos de los sonidos y a la gente alrededor del piso, y se alivia mediante varios hábitos, incluyendo colocar metafóricamente sus miedos dentro de su armario.
Mientras tanto, Amy y Rory, cuando toman el ascensor, de repente se encuentran en lo que parece ser una casa del siglo XVIII, pero pronto se dan cuenta de que gran parte de la decoración es de madera. Otros residentes de la urbanización aparecen en la casa, pero son atrapados por unas muñecas de trapo de tamaño natural que ríen y cantan como niños, y transforman a los residentes que tocan también en muñecas. Amy y Rory son testigos de una transformación e intentan huir, pero atrapan a Amy y la convierten en muñeca, uniéndose a las otras en la persecución de Rory.
El Doctor, sospechando que el armario contiene el mal que George teme, lo abre y descubre que sus contenidos son simplemente ropas y juguetes, incluida una casa de muñecas. El Doctor, de repente, se da cuenta de que en el álbum de fotos de Alex, ella no aparece embarazada en las semanas anteriores al supuesto nacimiento de George, provocando que Alex recuerde que ella no puede tener hijos. El Doctor supone que George es un niño Tenza, un alienígena empático que tomó la forma del niño que ellos tanto deseaban mediante un filtro de percepción, y tiene la habilidad literal de encerrar sus miedos dentro del armario. George logra abrir el armario y aparecer en la casa de muñecas, pero estas comienzan a avanzar hacia él. El Doctor se da cuenta de que George aún tiene miedo de que Alex y Claire planeen deshacerse de él, tras malinterpretar una conversación que habían tenido anteriormente esa noche. Alex corre a través de las muñecas para abrazar a George como su hijo. Pronto todos están de vuelta a su forma normal en la urbanización. Claire regresa a la mañana siguiente para descubrir que George ya no tiene miedo, mientras Alex y el Doctor hacen el desayuno. Tras darles las gracias, el Doctor vuelve con sus acompañantes para partir a su siguiente destino.

## Producción

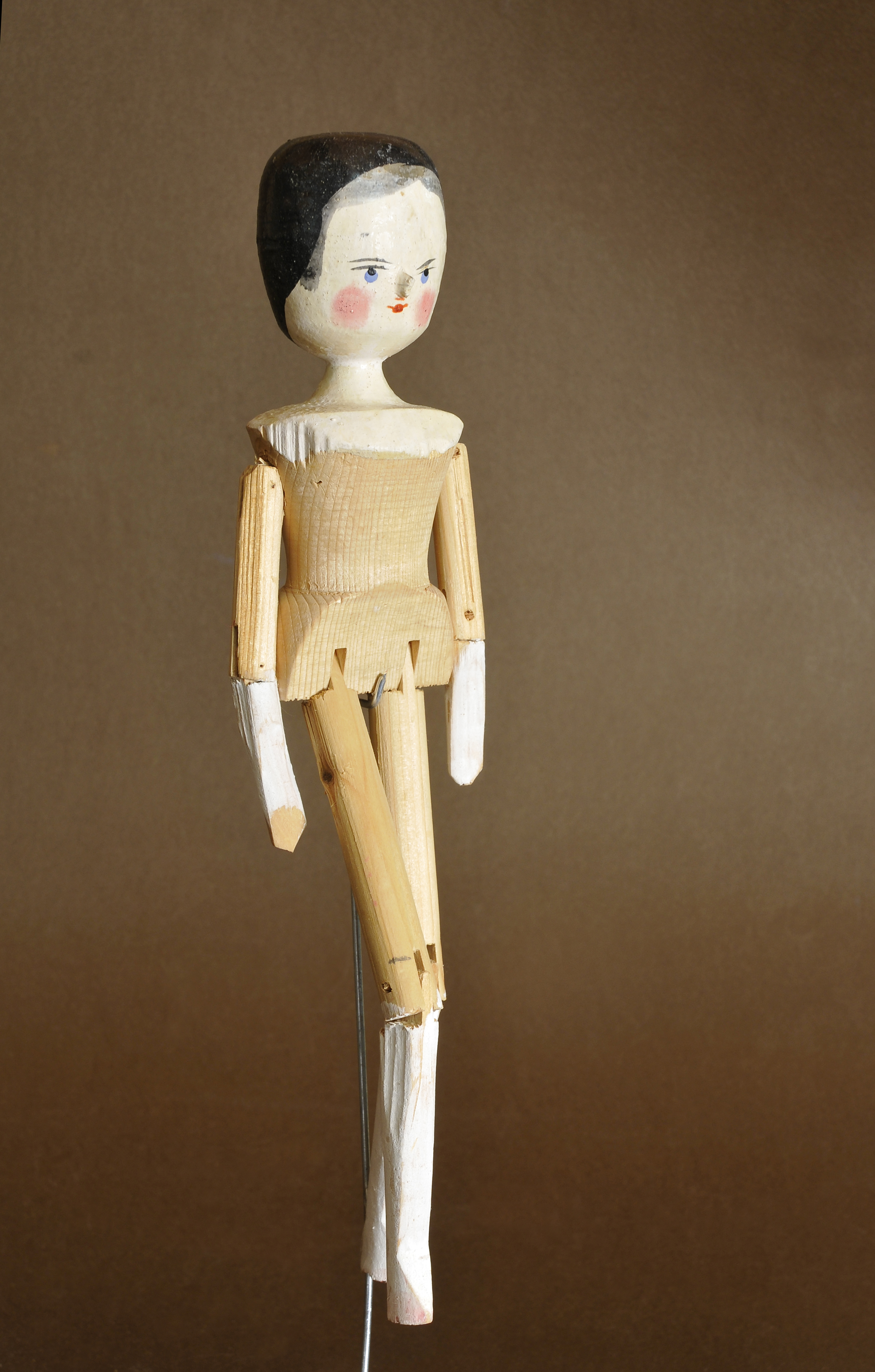
Las muñecas de tamaño natural en Terrores nocturnos están basadas en las muñecas de madera típicas de Alemania y los Países Bajos.

El autor del episodio, Mark Gatiss, contó a Radio Times que él siempre había tenido miedo de las muñecas, y se sorprendió de que Doctor Who nunca las hubiera usado antes. Le interesaban especialmente las muñecas de madera, de las que dijo que eran "el material de las auténticas pesadillas". El episodio originalmente iba a tener el título What Are Little Boys Made Of? (¿De qué están hechos los niños pequeños?).
Para conseguir una mayor variedad de historias en la primera mitad de la temporada, Terrores nocturnos se movió a la segunda parte de la misma, habiéndose rodado originalmente como el episodio cuarto, y mostrado en las promociones en la primera mitad de la temporada. Esto requirió hacer cambios menores al mismo, incluyendo la eliminación de una secuencia de aparición de Madame Kovarian. La última escena original se cortó y se escribió una nueva para que tuviera sentido en su nueva situación en la temporada. La escena consistía en una nana, en la que Steven Moffat quería anticipar la muerte del Doctor, y le pidió a Gatiss que escribiera los versos, que describió como "bastante maravillosos". Variations of the rhyme are heard in "Closing Time" and the series finale "The Wedding of River Song".

## Emisión y recepción

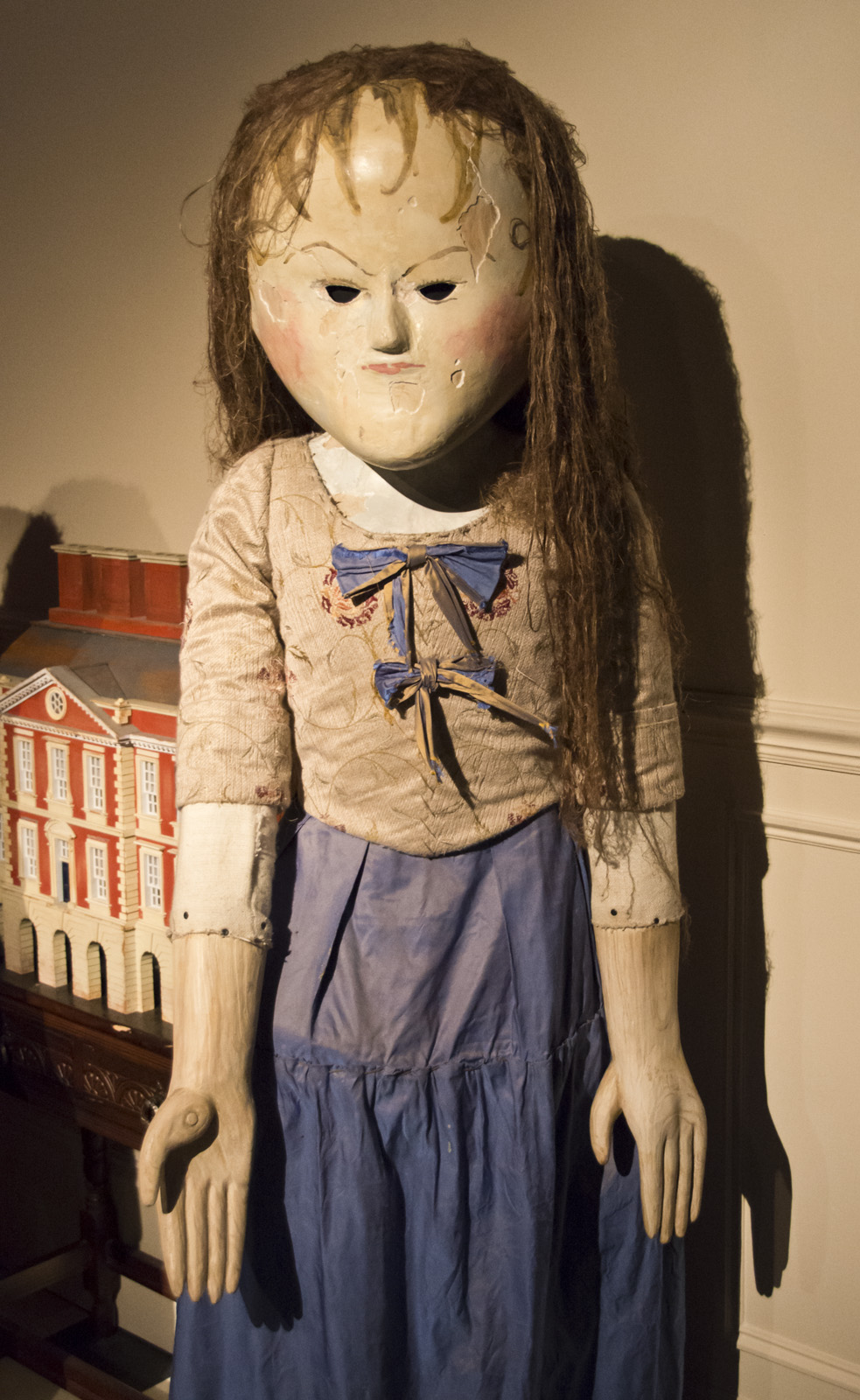
Amy Pond convertida en muñeca.

El episodio tuvo una audiencia nocturna de 5,5 millones de espectadores, siendo el cuarto programa más visto del día. Las mediciones definitivas fueron de 7,07 millones de espectadores, y la puntuación de apreciación fue de 86, considerada "excelente".
La recepción de la crítica fue entre positiva y mezclada. Dan Martin de The Guardian comentó que el episodio fue una mejora respecto a los tres episodios anteriores de Gatiss, Los muertos inquietos, La caja tonta y La victoria de los Daleks. Lo elogió en conjunto como "un episodio retro de Doctor Who clásico y tétrico, en comparación con Matemos a Hitler, aunque vio su argumento demasiado similar a El niño vacío y otros episodios que escribió Steven Moffat. Martin después lo clasificó como el décimo mejor episodio de la temporada, aunque sin incluir La boda de River Song en la lista. Gavin Fuller del Daily Telegraph alabó a las muñecas por "robar el programa", así como la idea de la casa de muñecas.
Matt Risley de IGN le dio al episodio un 8 sobre 10, alabando el guion de Gatiss, que "movió el drama y el terror directamente en el corazón miniaturizado de una desvencijada y tétrica casa de muñecas, con unos villanos que, aunque nunca serían tan memorables o aterradores como puede sugerir su apariencia, usaron el diseño de sonido para aumentar su efectividad". Dijo que la historia principal "se elevó muy alto", aunque los marginados Amy y Rory dejaron "poco impacto" en la relación con el Doctor, George y Alex. Russell Lewin de SFX le dio a Terrores nocturnos 3,5 estrellas sobre 5, diciendo que tenía "muchas cosas grandes, pero quizás le faltaba ese algo más que lo hubiera convertido en un clásico", notando que nada le pareció especialmente imprevisible. Sin embargo, alabó las tomas de la casa de muñecas y los apartamentos, el sonido, las muñecas, la interpretación de Matt Smith y Daniel Mays, y la idea de que George fuera un alienígena que creaba la realidad.
Blair Marnell de Crave Online notó que Terrores nocturnos tenía reminiscencias del episodio de la segunda temporada moderna Temedla, pero dijo que este episodio "fue un poco mejor porque no pedía más al George de Jamie Oram que el ser un niño pequeño asustado". También alabó la interpretación de Matt Smith y Arthur Darvill como Rory, que se estaba "convirtiendo rápidamente en uno de los acompañantes más divertidos de la nueva Doctor Who", aunque comentó que la transformación de Amy en muñeca estaba "un poco metida con calzador respecto al resto de la historia" y "nunca hubo duda de que sería revertida". En conjunto, le dio una puntuación de 7 sobre 10. Sam McPherson, para Zap2it, llamó a Terrores nocturnos "el peor episodio de la sexta temporada hasta ahora", diciendo que fue "un revoltijo incoherente nada divertido" y le dio una nota en conjunto de Bien alto. Criticó la idea de que a un episodio fuerte del arco argumental principal le siguiera un episodio independiente, ya que pensó que "frenó la aceleración que había comenzado en Un hombre bueno va a la guerra y continuado en Matemos a Hitler". Pensó que su "mayor defecto" fue que George estaba a favor de Alex, lo que fue una oportunidad perdida de convertirla en una historia "sobre niños pequeños que superan sus miedos y luchan contra los monstruos de sus armarios". Sin embargo alabó los diálogos entre Smith y Darvill.
Como originalmente el episodio iba a estar en la primera mitad de la temporada, gran parte de los críticos mencionaron que era extraño que Amy y Rory no comentaran lo que había ocurrido anteriormente, como qué le había sucedido a su hija. McPherson notó la nana "añadida" que anticipaba la muerte del Doctor, pero pensó que "no era inteligible" y no contaba.